# Jędrzej Dubrawski
Jędrzej Dubrawski herbu Sas, pisarz, a potem podstarości grodzki owrucki, poseł kijowski na sejm 1767.